# ピエール・バリアン
ピエール・バリアン(英語: Pierre Balian, 1983年8月9日 - )は、アメリカ合衆国出身、アメリカ、アルメニアの男性フィギュアスケート選手(男子シングル)。2010年ヨーロッパフィギュアスケート選手権アルメニア代表。

## 経歴
ロサンゼルスに在住するバリアンはアメリカの国内競技会に参加しており、シニアクラスで全米フィギュアスケート選手権に進出したこともある。
ロサンゼルスで開催される2009年世界フィギュアスケート選手権の前に、自らのルーツであるアルメニアの代表として出場を希望したが、アルメニア政府による市民権の認可が間に合わず出場はかなわなかった。当時アルメニアフィギュアスケートナショナルチームはロサンゼルスを拠点に練習しており、バリアンに市民権が交付されれば世界選手権に出場させるつもりだったと言う。
その後オリンピック出場枠のかかった2009年ネーベルホルン杯など、大きな競技会にアルメニアを代表して出場している。

## 主な戦績
| 大会/年          | 2000-01 | 2002-03 | 2004-05 | 2009-10 |
| ---------------- | ------- | ------- | ------- | ------- |
| 欧州選手権       |         |         |         | 37      |
| 全米選手権       | 10 J    | 9 J     | 19      |         |
| ネーベルホルン杯 |         |         |         | 32      |

### 詳細
| 2009-2010 シーズン   |                                              |          |          |          |
| 開催日               | 大会名                                       | SP       | FS       | 結果     |
| 2010年1月20日 - 21日 | ヨーロッパフィギュアスケート選手権（タリン） | 37 31.82 | -        | 37       |
| 2009年9月24日 - 25日 | 2009年ネーベルホルン杯（オーベルストドルフ） | 30 35.68 | 32 50.74 | 32 86.42 |